# Leo Fender
Clarence Leonidas (Leo) Fender (Anaheim, Kalifornia, 1909. augusztus 10. – Fullerton, Kalifornia, 1991. március 21.) hangszertervező, a Fender cég alapítója.

## Pályakép
Tizenévesen rádiókkal pepecselt, ez fordította érdeklődését az erősítők, és általában az elektromos berendezések felé. A középiskola elvégzése után már komoly tapasztalatokat szerzett erősítőépítés és szervizelés terén.
Gitárok hangjának erősítésével először hawaii-gitárok kapcsán kezdett foglalkozni az 1940-es évek elején. Fender elképzelt egy tömör testű gitárt, amelyet 1943-1944 között meg is épített. A hangszer népszerűvé vált a helyi zenészek körében, akik gyakran kölcsönvették, később az ő tapasztalataik nyomán fejlesztette tovább a hangszert.
„Doc” Kauffmannal közösen megalapította a K&F társaságot. Kauffman egyes Rickenbacker Electro-modellek tervezésében segédkezett, így volt tapasztalata. A K&F főképpen elektromos steelgitárokat, erősítőket gyártott, egészen 1946-ig, amikor Fender létrehozta a Fender Electric Instruments Company-t Fullerton közelében.
George Fullerton 1948-ban csatlakozott Fenderhez, és együtt készítették el a tömör testű Broadcastert. Fender a Broadcaster nevet Telecasterre változtatta, amikor a Gretsch cég bejelentette, hogy ezt az elnevezést már előbb használta. Az átmeneti időszakból akad néhány név nélküli modell, ezeket tréfásan "No-caster"-nek nevezik.
Jó néhány újítás bevezetése után Leo Fender megbetegedett. A céget 1965-ben 13 millió dollárért eladták a CBS-nek. Amikor Leo egészsége helyreállt, csatlakozott a CBS-Fender-hez arra a rövid időre, amíg 1970-ben nyugdíjba nem ment. Ezután is készített hangszereket a Music Man-nek és a G&L-nek.